# Wavertree Technology Park vasútállomás
Wavertree Technology Park vasútállomás Liverpool külterületén, az eredeti Liverpool-Manchester vonalon.
Az állomást 2000. augusztus 13-án nyitották meg. Az állomásnak van egy jegyirodája (amely a peronok fölötti hídon található), amely a hét minden napján (hétfőtől szombatig 05:15 - éjfélig, vasárnap 08:00 - 23:45 óráig) üzemel.
A vonatjáratokat az Northern Trains üzemelteti.
2015. március 5-e óta az állomáson keresztül közlekedő vonatok elektromos felsővezetéket használnak George Stephenson eredeti liverpooli és manchesteri vasútjának, valamint a Wigan felé vezető vonal villamosításának részeként.
A várakozók mindkét oldalon peronszintűek, digitális kijelzőkkel, ügyfélszolgálati pontokkal és automatizált hangosító rendszerrel biztosítják a közlekedést
Mindkét platform rendelkezik felvonókkal, így a mozgáskorlátozott utasok számára teljesen hozzáférhetők.